# رودا شلاسكا
رودا سلاسكا (بالبولندية: Ruda Śląska) وهي مدينة في سيليزيا في جنوب بولندا تقع بالقرب من الحدود مع تشيكيا وتعتبر من أكبر مدن إقليم سيليزيا حيث يسكنها 142 ألف نسمة وتبلغ مساحتها 72 كلم مربع.

## توأمة
لرودا شلاسكا اتفاقيات توأمة مع كل من:
- فيبو فالينتيا
- Mank, Austria [الإنجليزية]‏
- بلدة ميلك
- غيجتسكو [الإنجليزية]‏

## أعلام
- مارسين باستشنسكي
- فلاديسلاف يان زمودا
- إدموند غيمسا
- توماس سيشون
- ماريك بلاوجو